# حاملة الطائرات التايلاندية تشاكري دينستي

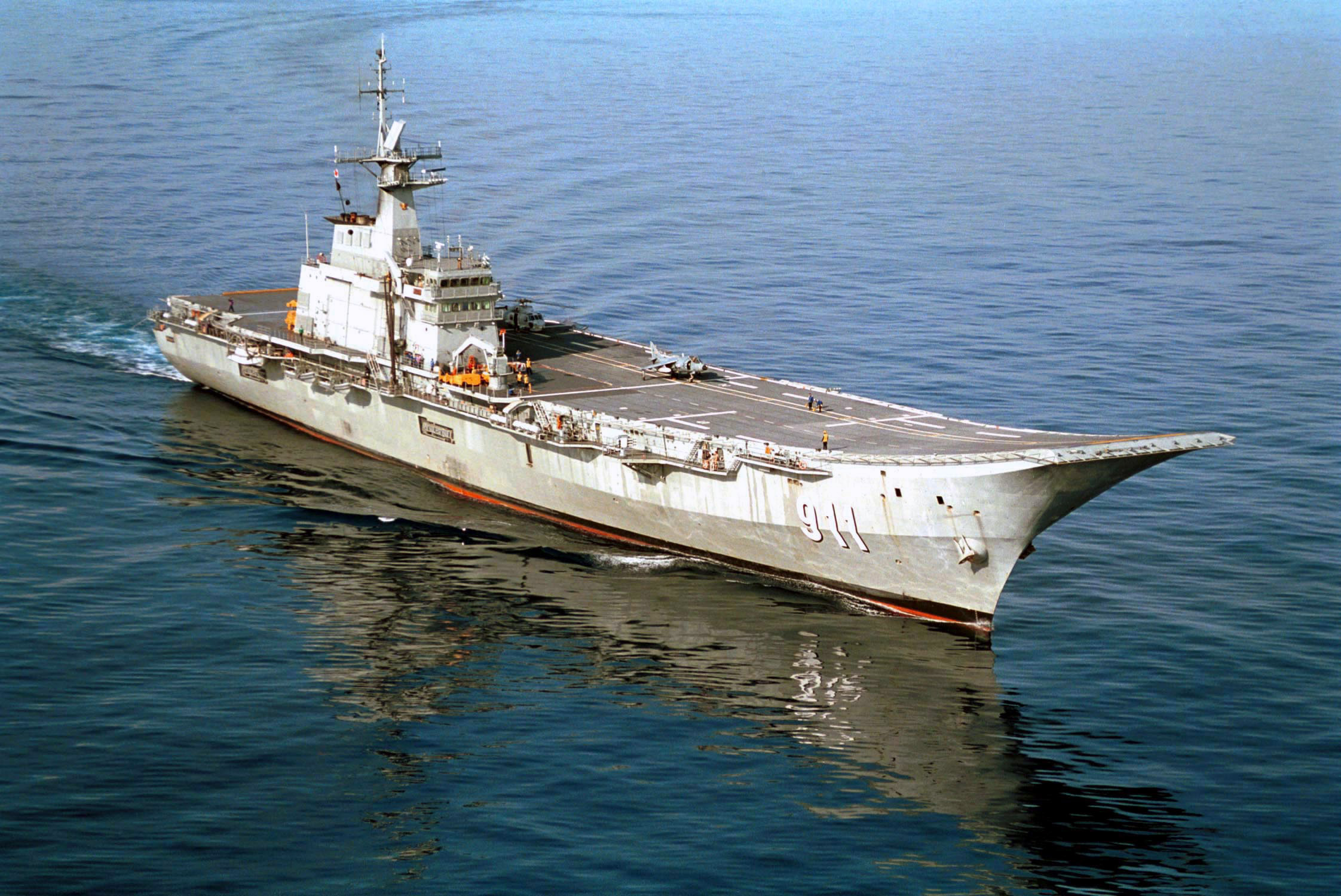
حاملة الطائرات تشاكري دينستي

حاملة الطائرات تشاكري دينستي (بالتايلاندية:จักรีนฤเบศร) والتي سميت باسم سلالة شاكري الحاكمة في تايلاند منذ عام 1782م إلى وقتنا الحاضر، في 27 مارس 1992م وقعت تايلاند إتفاقية مع إسبانيا لإنشاء حاملة طائرات بتكلفة إجمالية تبلغ 336،000،000 دولار أمريكي، وتم تسليم الحاملة إلى تايلاند في 20 يناير 1996 وأجريت تدريبات على الحاملة حتى يناير 1997 بمشاركة البحرية الإسبانية ونظراً لظروف الأزمة الاقتصادية ونقص التمويل يتم تشغيل الحاملة يوما واحدا بكل شهر للتدريبات وعادة تضل بجانب القاعدة البحرية ستاهيب ولاتغادرها.

## صور

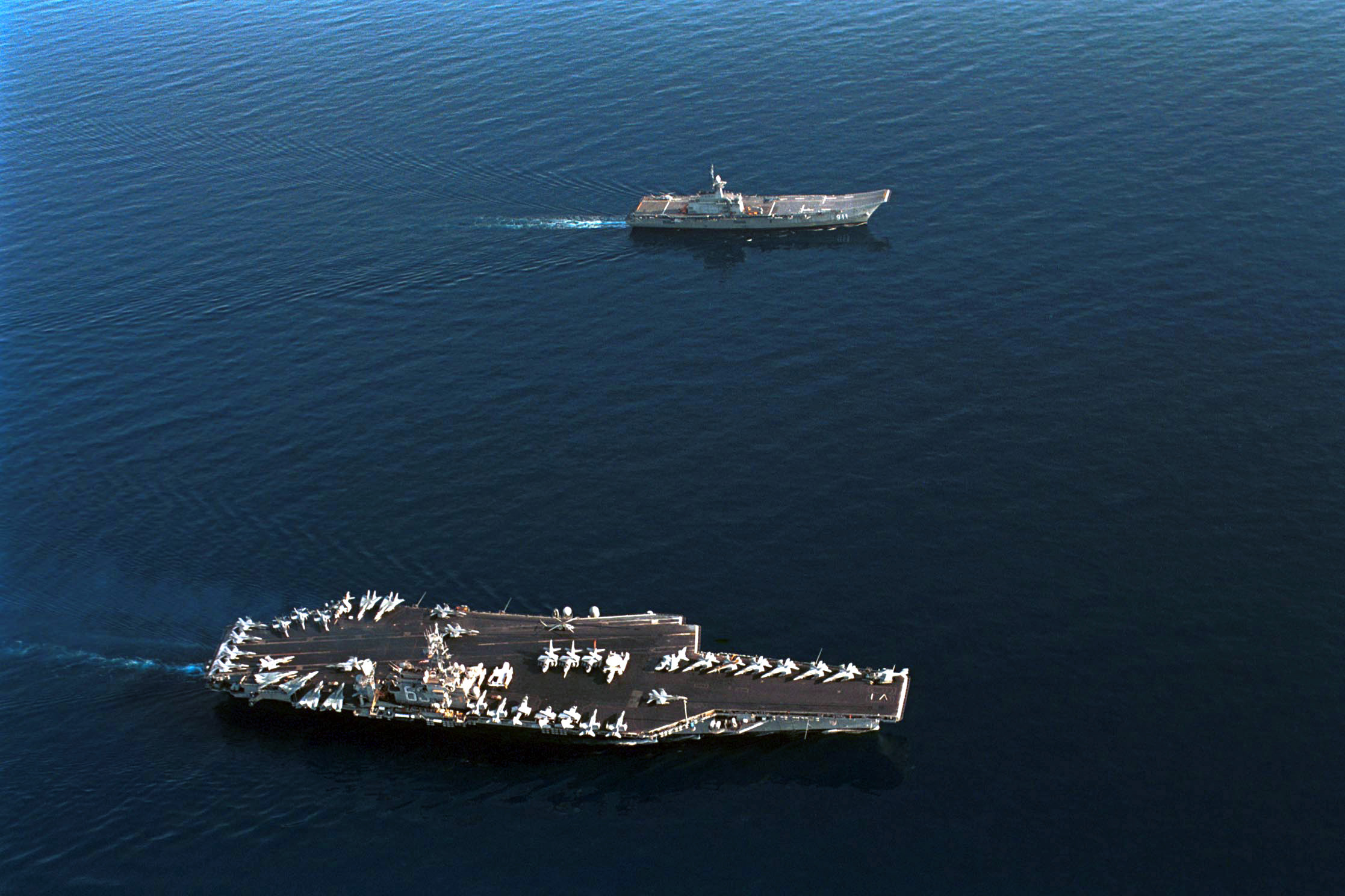
الحاملة تشاكري بجانب حاملة طائرات للبحرية الأمريكية
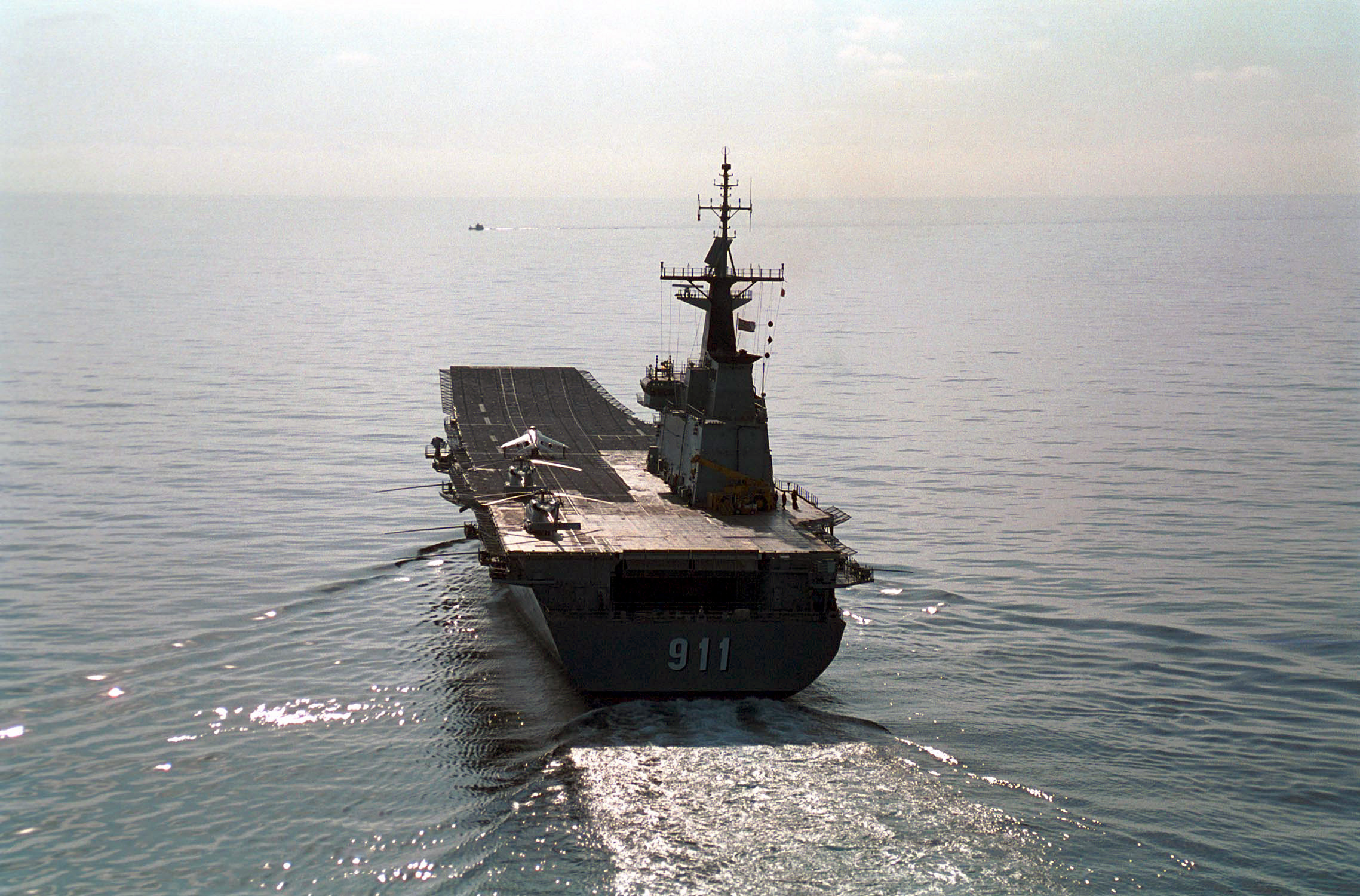
نظرة خلفية للحاملة
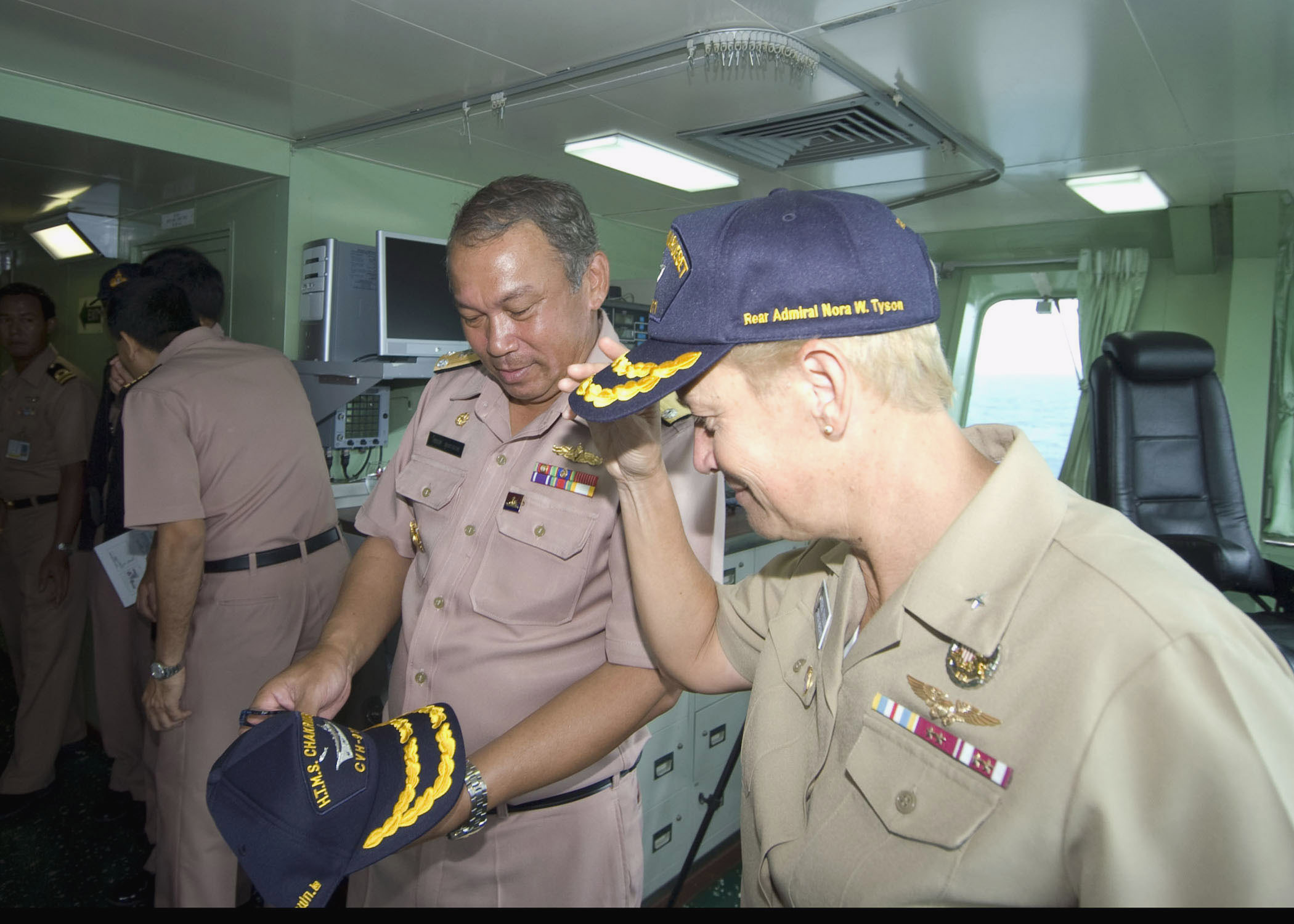
صورة مشتركة لقيادة الجيش الأمريكي والتايلاندي أثناء التجول في الحاملة